# Cryptanthus bivittatus
Cryptanthus bivittatus là một loài thực vật có hoa trong họ Bromeliaceae. Loài này được (Hook.) Regel mô tả khoa học đầu tiên năm 1864.

## Hình ảnh

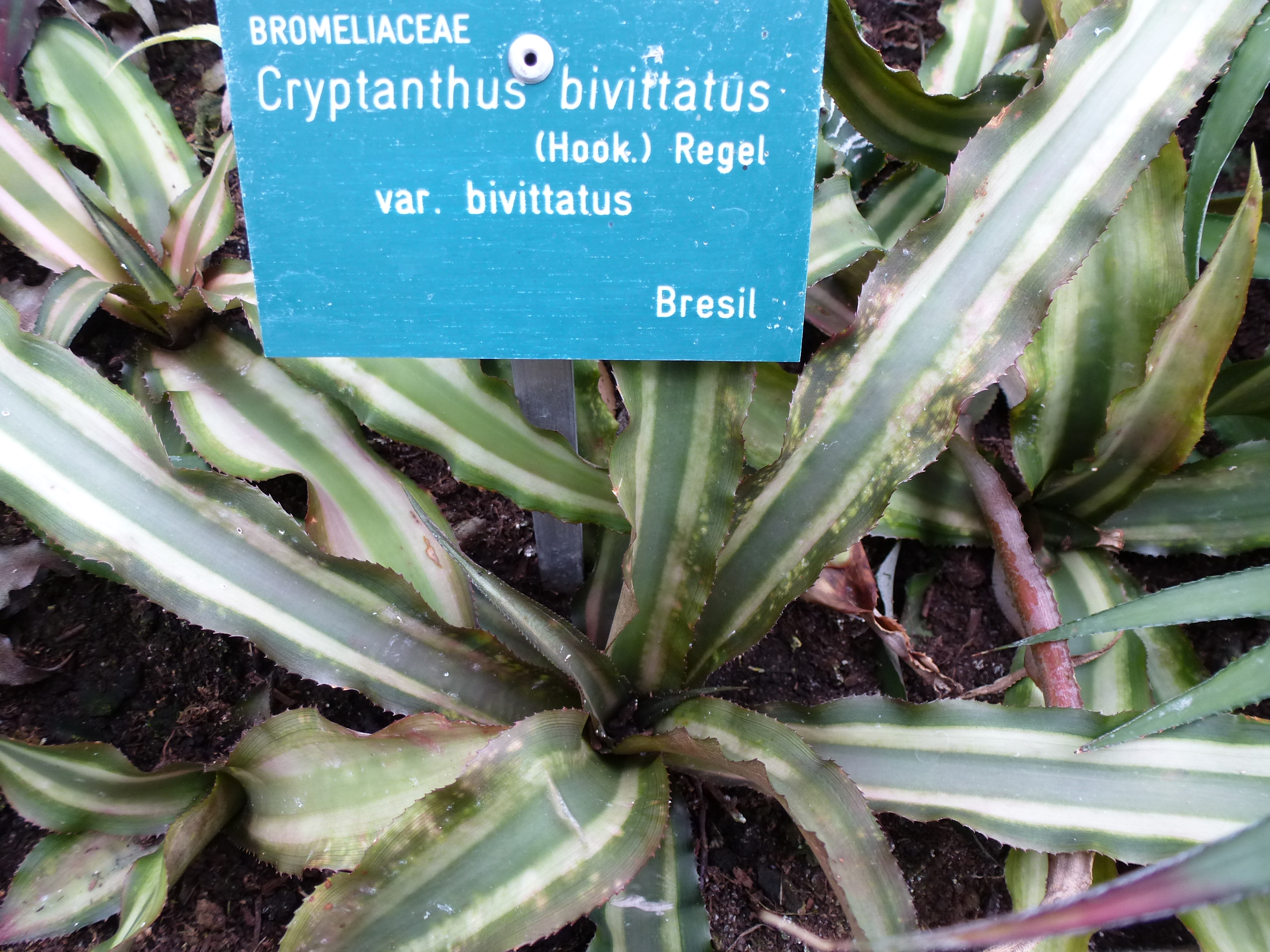
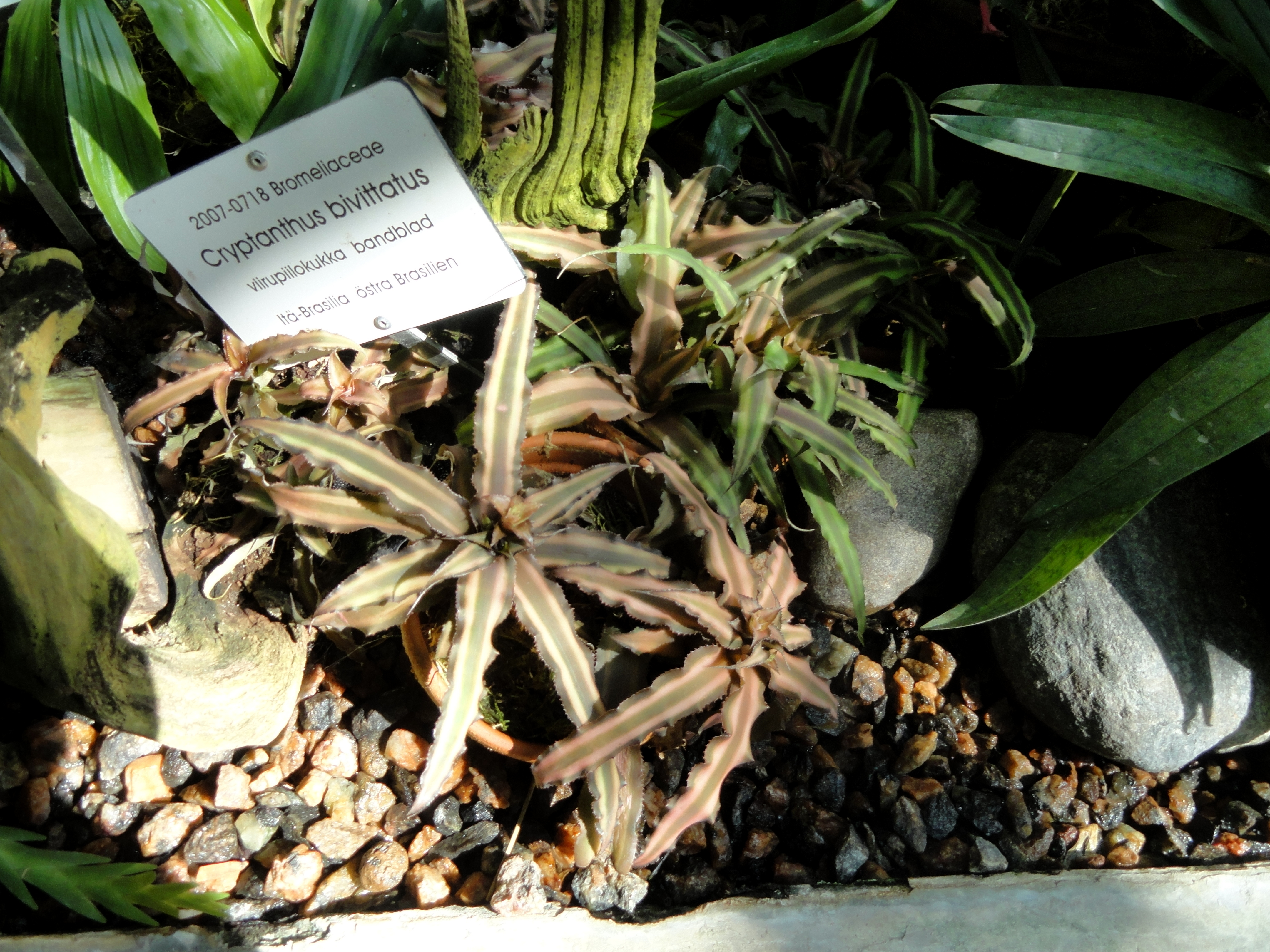
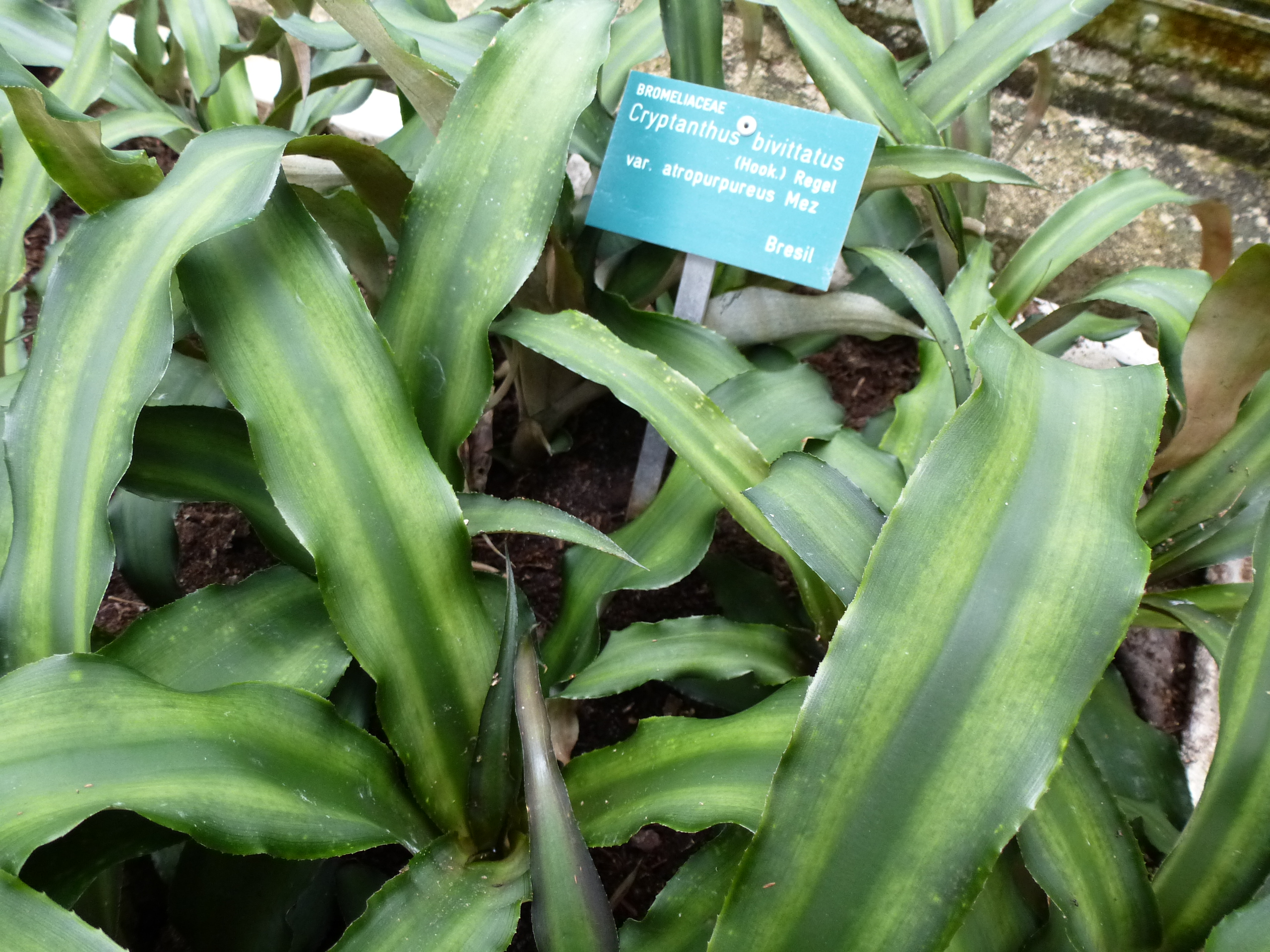
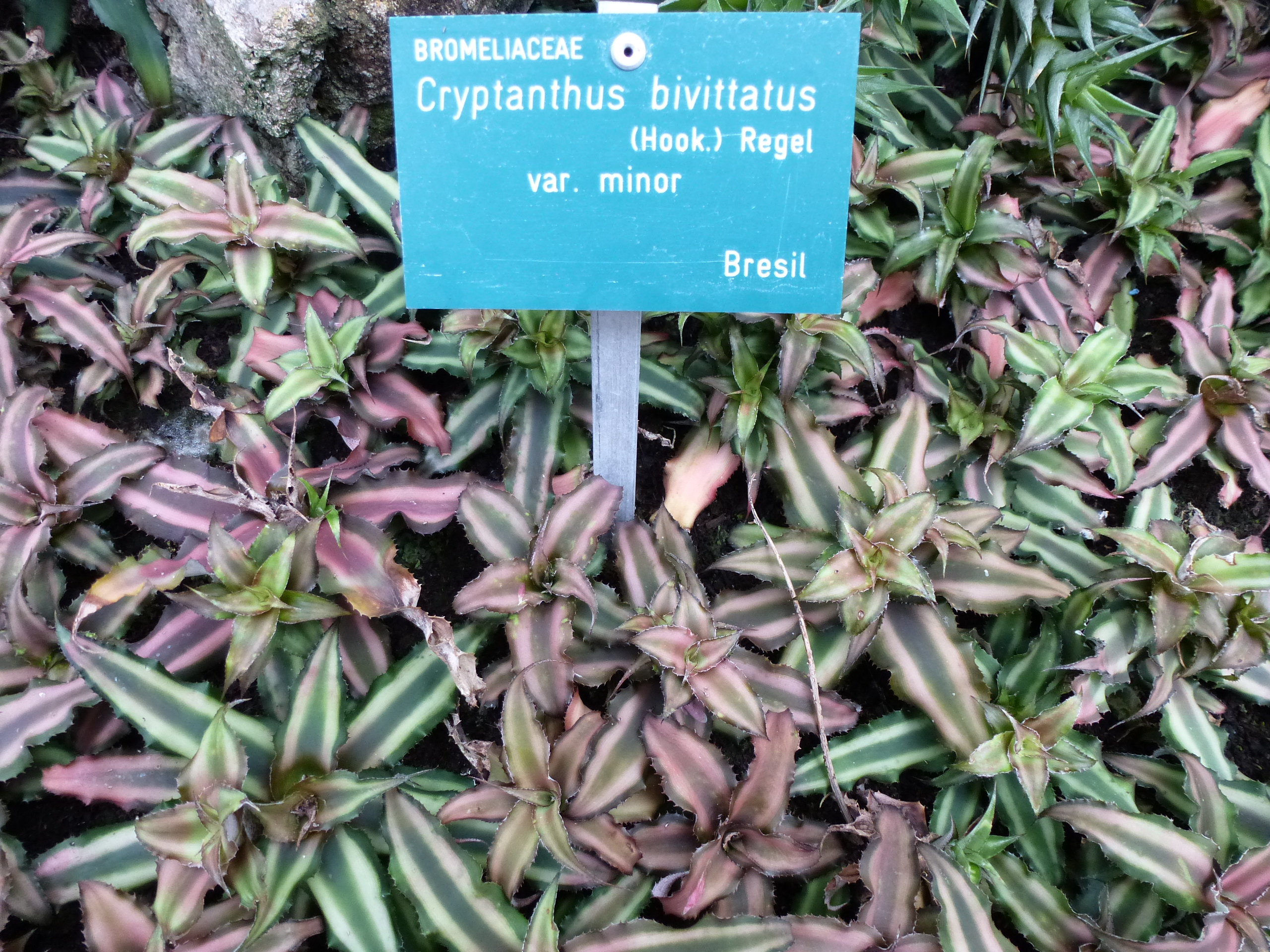